# Llista de topònims de Montmajor
Llista de topònims (noms propis de lloc) del municipi de Montmajor, al Berguedà
Informació actualitzada per un bot. Els canvis manuals es perdran quan s'actualitzi!

## castell
| imatge | Nom                  | Ubicat a  | instància de | Detalls                                   | coordenades                                                                          | Protecció                                            | Commons (més fotos)           | Dades a WD                    |
| ------ | -------------------- | --------- | ------------ | ----------------------------------------- | ------------------------------------------------------------------------------------ | ---------------------------------------------------- | ----------------------------- | ----------------------------- |
|        | Castell d'Aguilar    | Montmajor | castell      |                                           | 41° 57′ 11″ N, 1° 41′ 47″ E / 41.9531209588606°N,1.6964514393184°E 605 msnm          |                                                      |                               | Modifica les dades a Wikidata |
|        | castell de Montmajor | Montmajor | castell      | Estil: art romànic 988                    | 42° 00′ 24″ N, 1° 44′ 04″ E / 42.006689°N,1.734429°E ca:Montmajor 853 msnm           | bé d'interès cultural bé cultural d'interès nacional | Castell de Montmajor          | Modifica les dades a Wikidata |
|        | castell de Querol    | Montmajor | castell      | Estil: arquitectura romànica 11st century | 41° 59′ 29″ N, 1° 45′ 07″ E / 41.991471°N,1.752045°E ca:Al turó d'en Querol 612 msnm | bé integrant del patrimoni cultural català           | Castell de Querol (Montmajor) | Modifica les dades a Wikidata |

## curs d'aigua
| imatge | Nom                               | Ubicat a                                                         | instància de | Detalls                                                                        | coordenades | Protecció | Commons (més fotos)               | Dades a WD                    |
| ------ | --------------------------------- | ---------------------------------------------------------------- | ------------ | ------------------------------------------------------------------------------ | --- | --------- | --------------------------------- | ----------------------------- |
|        | Aigua d'Ora                       | Solsonès Berguedà Bages                                          | curs d'aigua | Desemboca: Cardener Llarg: 40.1km Conca: 187km²                                | 42° 11′ 12″ N, 1° 43′ 51″ E / 42.18677888888889°N,1.730793888888889°E 41° 55′ 39″ N, 1° 39′ 52″ E / 41.927391944444445°N,1.6645138888888888°E  |           | Aigua d'Ora River                 | Modifica les dades a Wikidata |
|        | Torrent Bernat                    | Montmajor                                                        | curs d'aigua | Desemboca: riera de l'Hospital Llarg: 1.94km Conca: 89.7ha                     | 41° 59′ 35″ N, 1° 43′ 56″ E / 41.993103°N,1.732315°E 41° 58′ 49″ N, 1° 43′ 13″ E / 41.980199°N,1.720301°E                                      |           |                                   | Modifica les dades a Wikidata |
|        | Torrent Mal                       | Navès Montmajor                                                  | curs d'aigua | Desemboca: riera de Gargallà Llarg: 5.13km Conca: 424ha                        | 42° 00′ 55″ N, 1° 42′ 31″ E / 42.015232°N,1.708484°E 41° 58′ 40″ N, 1° 41′ 48″ E / 41.977876°N,1.696764°E                                      |           |                                   | Modifica les dades a Wikidata |
|        | el Risclaire                      | Fígols Catllarí                                                  | curs d'aigua | Desemboca: torrent de les Canals de Catllarí Llarg: 3.18km Conca: 246ha        | 42° 08′ 52″ N, 1° 45′ 34″ E / 42.147639°N,1.759341°E 42° 08′ 52″ N, 1° 44′ 19″ E / 42.147912°N,1.738489°E                                      |           |                                   | Modifica les dades a Wikidata |
|        | rasa d'Aubals                     | Montmajor                                                        | curs d'aigua | Desemboca: riera de Navel Llarg: 4.27km Conca: 410.1ha                         | 42° 00′ 50″ N, 1° 44′ 01″ E / 42.01376°N,1.733668°E 41° 58′ 59″ N, 1° 45′ 22″ E / 41.983191°N,1.756141°E                                       |           |                                   | Modifica les dades a Wikidata |
|        | rasa de Ca l'Agut                 | Navès Montmajor                                                  | curs d'aigua | Desemboca: Aigua d'Ora Llarg: 2.58km Conca: 334ha                              | 41° 58′ 57″ N, 1° 38′ 12″ E / 41.982372°N,1.63677°E 41° 58′ 45″ N, 1° 39′ 36″ E / 41.979255°N,1.660051°E                                       |           |                                   | Modifica les dades a Wikidata |
|        | rasa de Cal Balaguer              | Montmajor                                                        | curs d'aigua | Desemboca: riera de l'Hospital Llarg: 1.29km Conca: 84.7ha                     | 41° 58′ 19″ N, 1° 44′ 13″ E / 41.972065°N,1.736939°E 41° 57′ 54″ N, 1° 43′ 48″ E / 41.964983°N,1.730103°E                                      |           |                                   | Modifica les dades a Wikidata |
|        | rasa de Cal Belluga               | Navès Montmajor                                                  | curs d'aigua | Desemboca: Torrent Mal Llarg: 2.62km Conca: 159ha Anomenat per: Cal Belluga    | 42° 01′ 21″ N, 1° 42′ 18″ E / 42.022633°N,1.705106°E 42° 00′ 09″ N, 1° 42′ 22″ E / 42.0025°N,1.705991°E                                        |           |                                   | Modifica les dades a Wikidata |
|        | rasa de Calabuig                  | Montmajor                                                        | curs d'aigua | Desemboca: rasa del Catrà Llarg: 1.39km Conca: 74.3ha                          | 41° 57′ 22″ N, 1° 43′ 24″ E / 41.956242°N,1.723386°E 41° 56′ 44″ N, 1° 43′ 01″ E / 41.945442°N,1.717039°E                                      |           |                                   | Modifica les dades a Wikidata |
|        | rasa de Comaders                  | Montmajor                                                        | curs d'aigua | Desemboca: rasa de Cal Belluga Llarg: 1.51km Conca: 71ha                       | 42° 01′ 23″ N, 1° 41′ 50″ E / 42.023145°N,1.697152°E 42° 00′ 44″ N, 1° 42′ 12″ E / 42.012181°N,1.703245°E                                      |           |                                   | Modifica les dades a Wikidata |
|        | rasa de Fontjoana                 | Navès Montmajor                                                  | curs d'aigua | Desemboca: Aigua d'Ora Llarg: 2.53km Conca: 99ha                               | 42° 01′ 37″ N, 1° 40′ 12″ E / 42.026987°N,1.669919°E 42° 01′ 06″ N, 1° 39′ 06″ E / 42.018279°N,1.651555°E                                      |           |                                   | Modifica les dades a Wikidata |
|        | rasa de Valielles                 | Montmajor Navès                                                  | curs d'aigua | Desemboca: Aigua d'Ora Llarg: 4.54km Conca: 3.95km²                            | 42° 06′ 32″ N, 1° 38′ 55″ E / 42.10895305555555°N,1.648505°E 42° 06′ 14″ N, 1° 41′ 25″ E / 42.103766944444445°N,1.690195°E                     |           |                                   | Modifica les dades a Wikidata |
|        | rasa de la Font de Cal Rínxol     | Capolat Montmajor                                                | curs d'aigua | Desemboca: riera de l'Hospital Llarg: 2.67km Conca: 113.1ha                    | 42° 03′ 00″ N, 1° 42′ 20″ E / 42.05006°N,1.705422°E 42° 02′ 04″ N, 1° 43′ 29″ E / 42.034529°N,1.724807°E                                       |           |                                   | Modifica les dades a Wikidata |
|        | rasa de la Font del Boix          | Navès Montmajor                                                  | curs d'aigua | Desemboca: Aigua d'Ora Llarg: 7.4km Conca: 574ha                               | 42° 01′ 28″ N, 1° 41′ 00″ E / 42.024336°N,1.683211°E 41° 58′ 07″ N, 1° 39′ 50″ E / 41.96849°N,1.663979°E                                       |           |                                   | Modifica les dades a Wikidata |
|        | rasa de la Móra                   | Navès Montmajor                                                  | curs d'aigua | Desemboca: Aigua d'Ora Llarg: 2.54km Conca: 286ha Anomenat per: la Móra        | 42° 03′ 57″ N, 1° 41′ 19″ E / 42.065878°N,1.688502°E 42° 04′ 22″ N, 1° 39′ 52″ E / 42.072725°N,1.664493°E                                      |           |                                   | Modifica les dades a Wikidata |
|        | rasa de la Por                    | Montmajor                                                        | curs d'aigua | Desemboca: riera de l'Hospital Llarg: 1.12km Conca: 44.5ha                     | 42° 01′ 10″ N, 1° 42′ 39″ E / 42.019335°N,1.710708°E 42° 00′ 41″ N, 1° 43′ 03″ E / 42.011297°N,1.717549°E                                      |           |                                   | Modifica les dades a Wikidata |
|        | rasa de les Boixeres              | Montmajor                                                        | curs d'aigua | Desemboca: riera de Gargallà Llarg: 1.37km Conca: 69ha                         | 41° 57′ 00″ N, 1° 41′ 34″ E / 41.949867°N,1.692697°E 41° 57′ 15″ N, 1° 40′ 52″ E / 41.954086°N,1.681191°E                                      |           |                                   | Modifica les dades a Wikidata |
|        | rasa de les Guineus               | Montmajor                                                        | curs d'aigua | Desemboca: Torrent Mal Llarg: 0.64km Conca: 15ha                               | 42° 00′ 37″ N, 1° 42′ 40″ E / 42.010244°N,1.711039°E 42° 00′ 22″ N, 1° 42′ 26″ E / 42.005996°N,1.707339°E                                      |           |                                   | Modifica les dades a Wikidata |
|        | rasa del Boix                     | Montmajor                                                        | curs d'aigua | Desemboca: riera de l'Hospital Llarg: 1.65km Conca: 81.2ha                     | 41° 58′ 47″ N, 1° 44′ 03″ E / 41.979643°N,1.73406°E 41° 58′ 21″ N, 1° 43′ 24″ E / 41.972604°N,1.723416°E                                       |           |                                   | Modifica les dades a Wikidata |
|        | rasa del Catrà                    | Montmajor Cardona                                                | curs d'aigua | Desemboca: riera de Navel Llarg: 3.82km Conca: 4.13km²                         | 41° 57′ 47″ N, 1° 42′ 59″ E / 41.96300611111111°N,1.716445°E 41° 55′ 56″ N, 1° 43′ 10″ E / 41.93219194444445°N,1.719438888888889°E             |           |                                   | Modifica les dades a Wikidata |
|        | rasa del Clot del Mestre          | Montmajor                                                        | curs d'aigua | Desemboca: rasa del Catrà Llarg: 0.97km Conca: 66.8ha                          | 41° 56′ 37″ N, 1° 42′ 25″ E / 41.943521°N,1.707064°E 41° 56′ 35″ N, 1° 42′ 58″ E / 41.943168°N,1.716155°E                                      |           |                                   | Modifica les dades a Wikidata |
|        | rasa del Coscoll                  | Navès Montmajor                                                  | curs d'aigua | Desemboca: riera de Gargallà Llarg: 4.07km Conca: 162ha                        | 42° 01′ 05″ N, 1° 41′ 46″ E / 42.018045°N,1.696077°E 41° 59′ 10″ N, 1° 41′ 52″ E / 41.986237°N,1.697867°E                                      |           |                                   | Modifica les dades a Wikidata |
|        | rasa dels Olivers                 | Montmajor                                                        | curs d'aigua | Desemboca: riera de Gargallà Llarg: 1.32km Conca: 44ha                         | 42° 01′ 06″ N, 1° 41′ 16″ E / 42.018445°N,1.687727°E 42° 00′ 27″ N, 1° 41′ 19″ E / 42.007466°N,1.688527°E                                      |           |                                   | Modifica les dades a Wikidata |
|        | riera de Gargallà                 | Navès Montmajor                                                  | curs d'aigua | Desemboca: Aigua d'Ora Llarg: 10.63km Conca: 18.82km²                          | 42° 01′ 24″ N, 1° 41′ 31″ E / 42.023246°N,1.692081°E 41° 56′ 50″ N, 1° 40′ 41″ E / 41.947216°N,1.678128°E                                      |           |                                   | Modifica les dades a Wikidata |
|        | riera de Navel                    | Capolat l'Espunyola Montclar Montmajor Viver i Serrateix Cardona | curs d'aigua | Desemboca: Cardener Llarg: 28.6km Conca: 109.15km²                             | 41° 54′ 37″ N, 1° 42′ 46″ E / 41.91041194444445°N,1.7127788888888889°E 42° 05′ 16″ N, 1° 45′ 10″ E / 42.08785805555556°N,1.752678888888889°E   |           | Riera de Navel                    | Modifica les dades a Wikidata |
|        | riera de Sorregana                | Navès Montmajor                                                  | curs d'aigua | Desemboca: Aigua d'Ora Llarg: 4.06km Conca: 424ha Anomenat per: Sorregana      | 41° 59′ 47″ N, 1° 41′ 20″ E / 41.99628°N,1.688949°E 41° 57′ 56″ N, 1° 40′ 04″ E / 41.965564°N,1.667905°E                                       |           |                                   | Modifica les dades a Wikidata |
|        | riera de Tentellatge              | Navès l'Espunyola Montmajor                                      | curs d'aigua | Desemboca: Aigua d'Ora Llarg: 11.33km Conca: 14.6km² Anomenat per: Tentellatge | 42° 04′ 12″ N, 1° 41′ 54″ E / 42.070109°N,1.698384°E 41° 59′ 31″ N, 1° 39′ 07″ E / 41.991978°N,1.652039°E                                      |           |                                   | Modifica les dades a Wikidata |
|        | riera de l'Hospital               | Navès l'Espunyola Montmajor                                      | curs d'aigua | Desemboca: riera de Navel Llarg: 19.2km                                        | 42° 03′ 40″ N, 1° 42′ 18″ E / 42.061159°N,1.704885°E 41° 56′ 25″ N, 1° 44′ 09″ E / 41.940148°N,1.735926°E                                      |           |                                   | Modifica les dades a Wikidata |
|        | riera del Bisbe                   | Montmajor                                                        | curs d'aigua | Desemboca: riera de l'Hospital Llarg: 2.51km Conca: 131.1ha                    | 42° 00′ 22″ N, 1° 43′ 35″ E / 42.006045°N,1.726304°E 41° 59′ 09″ N, 1° 43′ 09″ E / 41.985967°N,1.719214°E                                      |           |                                   | Modifica les dades a Wikidata |
|        | torrent de Fontfreda              | Montmajor                                                        | curs d'aigua | Desemboca: torrent de les Canals de Catllarí Llarg: 2.12km Conca: 215ha        | 42° 08′ 18″ N, 1° 45′ 23″ E / 42.138242°N,1.756504°E 42° 08′ 50″ N, 1° 44′ 11″ E / 42.147316°N,1.736309°E Catllarí                             |           |                                   | Modifica les dades a Wikidata |
|        | torrent de Malamata               | Montmajor Cardona                                                | curs d'aigua | Desemboca: Cardener Llarg: 4.62km Conca: 3.76km²                               | 41° 56′ 59″ N, 1° 42′ 01″ E / 41.949795°N,1.7002111111111111°E 41° 55′ 20″ N, 1° 40′ 19″ E / 41.92219694444445°N,1.6720388888888889°E          |           |                                   | Modifica les dades a Wikidata |
|        | torrent de Sant Grau              | Navès Clariana de Cardener Montmajor Cardona                     | curs d'aigua | Desemboca: Cardener Llarg: 5.5km Conca: 7.87km²                                | 41° 58′ 02″ N, 1° 37′ 24″ E / 41.96714694444445°N,1.6232219444444445°E 41° 56′ 11″ N, 1° 39′ 15″ E / 41.936281111111114°N,1.6542838888888889°E |           |                                   | Modifica les dades a Wikidata |
|        | torrent de Vilaborrell            | Montmajor                                                        | curs d'aigua | Desemboca: riera de Navel Llarg: 6.16km Conca: 162.7ha                         | 42° 00′ 13″ N, 1° 43′ 58″ E / 42.003631°N,1.732643°E 41° 57′ 26″ N, 1° 45′ 11″ E / 41.957142°N,1.753022°E                                      |           |                                   | Modifica les dades a Wikidata |
|        | torrent de Vilamala               | Navès Montmajor                                                  | curs d'aigua | Desemboca: rasa de Valielles Llarg: 1.48km Conca: 86ha Anomenat per: Vilamala  | 42° 06′ 12″ N, 1° 39′ 50″ E / 42.10335°N,1.663787°E 42° 06′ 30″ N, 1° 40′ 29″ E / 42.108407°N,1.674663°E                                       |           | Torrent de Vilamala (Aigua d'Ora) | Modifica les dades a Wikidata |
|        | torrent de les Canals de Catllarí | Fígols Catllarí                                                  | curs d'aigua | Desemboca: Aigua d'Ora Llarg: 4.71km Conca: 726ha                              | 42° 08′ 35″ N, 1° 46′ 27″ E / 42.14302°N,1.774291°E 42° 08′ 49″ N, 1° 43′ 38″ E / 42.146972°N,1.72733°E                                        |           | Torrent de les Canals de Catllarí | Modifica les dades a Wikidata |
|        | torrent de les Hortes             | Montmajor                                                        | curs d'aigua | Desemboca: riera de Gargallà Llarg: 2.67km Conca: 256ha                        | 41° 58′ 12″ N, 1° 42′ 50″ E / 41.970132°N,1.713792°E 41° 57′ 50″ N, 1° 41′ 11″ E / 41.963847°N,1.686519°E                                      |           |                                   | Modifica les dades a Wikidata |
|        | torrent del Rebató                | Montmajor                                                        | curs d'aigua | Desemboca: riera de Gargallà Llarg: 2.53km Conca: 149ha                        | 41° 56′ 54″ N, 1° 42′ 15″ E / 41.948471°N,1.704068°E 41° 57′ 30″ N, 1° 40′ 54″ E / 41.958376°N,1.681761°E                                      |           |                                   | Modifica les dades a Wikidata |
|        | torrent del Tec                   | Guixers Montmajor                                                | curs d'aigua | Desemboca: Aigua d'Ora Llarg: 0.9km                                            | 42° 09′ 49″ N, 1° 43′ 31″ E / 42.16350111111111°N,1.725363888888889°E 42° 09′ 24″ N, 1° 43′ 48″ E / 42.15678694444444°N,1.7299169444444444°E   |           |                                   | Modifica les dades a Wikidata |

## entitat singular de població
| imatge | Nom                    | Ubicat a  | instància de                                   | Detalls | coordenades                                                                | Protecció | Commons (més fotos) | Dades a WD                    |
| ------ | ---------------------- | --------- | ---------------------------------------------- | ------- | -------------------------------------------------------------------------- | --------- | ------------------- | ----------------------------- |
|        | Correà                 | Montmajor | entitat singular de població                   | 24 hab  | 42° 02′ 01″ N, 1° 43′ 06″ E / 42.03356194°N,1.71824667°E 800 msnm          |           | Correà (Berguedà)   | Modifica les dades a Wikidata |
|        | Gargallà               | Montmajor | entitat singular de població                   | 76 hab  | 41° 58′ 12″ N, 1° 41′ 58″ E / 41.97013°N,1.6994°E 580 msnm                 |           |                     | Modifica les dades a Wikidata |
|        | Montmajor              | Montmajor | entitat singular de població capital municipal | 267 hab | 42° 01′ 03″ N, 1° 44′ 06″ E / 42.0175°N,1.735°E 750 msnm                   |           |                     | Modifica les dades a Wikidata |
|        | Sant Feliu de Lluelles | Montmajor | entitat singular de població                   | 34 hab  | 42° 00′ 31″ N, 1° 40′ 09″ E / 42.008698267347°N,1.6692906332464°E 711 msnm |           |                     | Modifica les dades a Wikidata |
|        | Sorba                  | Montmajor | entitat singular de població                   | 35 hab  | 41° 58′ 03″ N, 1° 40′ 07″ E / 41.967528°N,1.66873°E 495 msnm               |           | Sorba (Montmajor)   | Modifica les dades a Wikidata |
|        | el Pujol de Planès     | Montmajor | entitat singular de població                   | 38 hab  | 41° 57′ 59″ N, 1° 44′ 35″ E / 41.9665226°N,1.742919925°E 645 msnm          |           | Pujol de Planès     | Modifica les dades a Wikidata |

## església
| imatge | Nom                                               | Ubicat a          | instància de                 | Detalls                                                                | coordenades                                                                                              | Protecció                                  | Commons (més fotos)                   | Dades a WD                    |
| ------ | ------------------------------------------------- | ----------------- | ---------------------------- | ---------------------------------------------------------------------- | --- | ------------------------------------------ | ------------------------------------- | ----------------------------- |
|        | Mare de Déu de la Torreta                         | Montmajor         | església capella             |                                                                        | 41° 59′ 52″ N, 1° 41′ 39″ E / 41.9978305608695°N,1.69421111895393°E                                      |                                            | Mare de Déu de la Torreta             | Modifica les dades a Wikidata |
|        | Sant Andreu de Gargallà                           | Montmajor         | església església parroquial | Estil: arquitectura popular 1789                                       | 41° 58′ 14″ N, 1° 41′ 58″ E / 41.970604°N,1.699455°E ca:Gargallà                                         | bé integrant del patrimoni cultural català | Sant Andreu de Gargallà               | Modifica les dades a Wikidata |
|        | Sant Andreu de Valielles                          | Valielles de Busa | església                     |                                                                        | 42° 06′ 39″ N, 1° 40′ 18″ E / 42.110839°N,1.671799°E 1018 msnm                                           |                                            | Sant Andreu de Valielles              | Modifica les dades a Wikidata |
|        | Sant Cosme i Sant Damià de les Cots               | Montmajor         | església capella             |                                                                        | 42° 01′ 39″ N, 1° 42′ 43″ E / 42.0276365521769°N,1.71208306033243°E ca:Masia les Cots de Correà 784 msnm |                                            |                                       | Modifica les dades a Wikidata |
|        | Sant Feliu de Lluelles                            | Montmajor         | església església parroquial | Estil: barroc                                                          | 42° 00′ 28″ N, 1° 40′ 32″ E / 42.00781°N,1.675609°E                                                      | bé integrant del patrimoni cultural català |                                       | Modifica les dades a Wikidata |
|        | Sant Jaume de Codonyet                            | Sorba             | església                     | Estil: arquitectura neoclàssica 1922                                   | 41° 58′ 41″ N, 1° 39′ 09″ E / 41.97796°N,1.652592°E ca:Sorba                                             | bé integrant del patrimoni cultural català | Sant Jaume de Codonyet                | Modifica les dades a Wikidata |
|        | Sant Jaume de la Boixadera dels Bancs             | Montmajor         | església                     | Estil: arquitectura romànica arquitectura barroca arquitectura popular | 42° 03′ 48″ N, 1° 41′ 15″ E / 42.063199°N,1.687547°E 1046 msnm                                           | bé integrant del patrimoni cultural català | Sant Jaume de la Boixadera dels Bancs | Modifica les dades a Wikidata |
|        | Sant Martí de Correà                              | Montmajor         | església església parroquial | Estil: arquitectura romànica arquitectura barroca                      | 42° 02′ 01″ N, 1° 43′ 06″ E / 42.033599°N,1.718244°E 801 msnm                                            | bé cultural d'interès local                | Sant Martí de Correà                  | Modifica les dades a Wikidata |
|        | Sant Martí de les Canals de Catllarí              | Montmajor         | església                     | Estil: arquitectura romànica                                           | 42° 08′ 53″ N, 1° 43′ 55″ E / 42.14796°N,1.731944°E 1290 msnm                                            | bé integrant del patrimoni cultural català | Sant Martí de les Canals de Catllarí  | Modifica les dades a Wikidata |
|        | Sant Miquel de Sorba                              | Montmajor         | església                     | Estil: art preromànic                                                  | 41° 57′ 56″ N, 1° 39′ 52″ E / 41.965613°N,1.664311°E 573 msnm                                            | bé integrant del patrimoni cultural català | Sant Miquel de Sorba                  | Modifica les dades a Wikidata |
|        | Sant Sadurní de Montmajor                         | Montmajor         | església església parroquial | Estil: historicisme arquitectònic 1922                                 | 42° 00′ 49″ N, 1° 44′ 02″ E / 42.0137°N,1.73394°E ca:Montmajor 853 msnm                                  | bé integrant del patrimoni cultural català |                                       | Modifica les dades a Wikidata |
|        | Sant Salvador de Montmajor                        | Montmajor         | església                     | Estil: arquitectura romànica 12nd century                              | 42° 00′ 36″ N, 1° 43′ 01″ E / 42.009868°N,1.716949°E ca:Montmajor                                        | bé integrant del patrimoni cultural català |                                       | Modifica les dades a Wikidata |
|        | Santa Magdalena de Fígols                         | Montmajor         | església                     | Estil: arquitectura romànica 1689                                      | 41° 58′ 01″ N, 1° 42′ 54″ E / 41.967057°N,1.71497°E ca:Gargallà, casa Fígols                             | bé cultural d'interès local                | Santa Magdalena de Fígols             | Modifica les dades a Wikidata |
|        | Santa Maria de Preixana                           | Montmajor         | església                     | 1685                                                                   | 42° 00′ 16″ N, 1° 39′ 29″ E / 42.004362°N,1.65804°E ca:Carretera C-26, km 121,1 611 msnm                 |                                            | Santa Maria de Preixana (Montmajor)   | Modifica les dades a Wikidata |
|        | Santa Maria de Querol                             | Montmajor         | església                     | Estil: arquitectura romànica                                           | 41° 59′ 30″ N, 1° 45′ 09″ E / 41.991627°N,1.752629°E                                                     | bé integrant del patrimoni cultural català |                                       | Modifica les dades a Wikidata |
|        | Santa Maria de Sorba                              | Sorba             | església església parroquial | Estil: barroc gòtic tardà                                              | 41° 58′ 06″ N, 1° 39′ 56″ E / 41.968362°N,1.665595°E ca:Sorba                                            | bé integrant del patrimoni cultural català | Santa Maria de Sorba                  | Modifica les dades a Wikidata |
|        | església de Sant Sadurní del Castell de Montmajor | Montmajor         | església                     |                                                                        | 42° 00′ 45″ N, 1° 43′ 44″ E / 42.0125°N,1.72894°E 853 msnm                                               |                                            |                                       | Modifica les dades a Wikidata |
|        | església nova de Santa Maria d'Aguilar            | Montmajor         | església edifici històric    | Estil: arquitectura neoclàssica                                        | 41° 57′ 09″ N, 1° 41′ 47″ E / 41.95237°N,1.696431°E                                                      |                                            |                                       | Modifica les dades a Wikidata |
|        | església vella de Santa Maria d'Aguilar           | Montmajor         | església                     | Estil: arquitectura romànica                                           | 41° 57′ 11″ N, 1° 41′ 47″ E / 41.953033°N,1.696473°E                                                     | bé integrant del patrimoni cultural català |                                       | Modifica les dades a Wikidata |

## espai d'interès natural
| imatge | Nom                 | Ubicat a                    | instància de                                                          | Detalls                       | coordenades                                          | Protecció | Commons (més fotos) | Dades a WD                    |
| ------ | ------------------- | --------------------------- | --------------------------------------------------------------------- | ----------------------------- | ---------------------------------------------------- | --------- | ------------------- | ----------------------------- |
|        | Parc Aigua d'Ora    | Navès Montmajor Olius       | espai d'interès natural àrea protegida Pla d'Espais d'Interès Natural | 2014 Superfície: 6324.74343ha | 42° 03′ 35″ N, 1° 37′ 08″ E / 42.05974°N,1.61881°E   |           | Parc Aigua d'Ora    | Modifica les dades a Wikidata |
|        | Parc riera de Navel | Montmajor Viver i Serrateix | espai d'interès natural àrea protegida Pla d'Espais d'Interès Natural | 1992 Superfície: 517.96407ha  | 41° 57′ 35″ N, 1° 45′ 16″ E / 41.959831°N,1.754465°E |           | Parc riera de Navel | Modifica les dades a Wikidata |

## exclavament
| imatge | Nom          | Ubicat a  | instància de | Detalls             | coordenades                                          | Protecció | Commons (més fotos) | Dades a WD                    |
| ------ | ------------ | --------- | ------------ | ------------------- | ---------------------------------------------------- | --------- | ------------------- | ----------------------------- |
|        | Catllarí     | Montmajor | exclavament  | Superfície: 5.45km² | 42° 08′ 52″ N, 1° 44′ 23″ E / 42.147701°N,1.739729°E |           | Catllarí            | Modifica les dades a Wikidata |
|        | Comesposades | Montmajor | exclavament  | Superfície: 8.01km² | 42° 03′ 23″ N, 1° 41′ 49″ E / 42.056363°N,1.696906°E |           |                     | Modifica les dades a Wikidata |
|        | Valielles    | Montmajor | exclavament  | Superfície: 3.2km²  | 42° 06′ 38″ N, 1° 40′ 20″ E / 42.110446°N,1.672198°E |           | Valielles           | Modifica les dades a Wikidata |

## font
| imatge | Nom                 | Ubicat a  | instància de | Detalls | coordenades                                                         | Protecció | Commons (més fotos) | Dades a WD                    |
| ------ | ------------------- | --------- | ------------ | ------- | ------------------------------------------------------------------- | --------- | ------------------- | ----------------------------- |
|        | font de Pusserra    | Montmajor | font         |         | 41° 59′ 42″ N, 1° 39′ 31″ E / 41.9950789606797°N,1.65866276758947°E |           |                     | Modifica les dades a Wikidata |
|        | font de Terracuques | Montmajor | font         |         | 41° 58′ 13″ N, 1° 39′ 45″ E / 41.9702563086706°N,1.66244230680259°E |           |                     | Modifica les dades a Wikidata |
|        | font de la Caseta   | Montmajor | font         |         | 41° 59′ 42″ N, 1° 44′ 27″ E / 41.995095033214°N,1.7408068859693°E   |           |                     | Modifica les dades a Wikidata |
|        | font de la Maçana   | Montmajor | font         |         | 42° 02′ 55″ N, 1° 42′ 37″ E / 42.0485094916327°N,1.71013892920465°E |           |                     | Modifica les dades a Wikidata |
|        | font dels Olivers   | Montmajor | font         |         | 42° 00′ 53″ N, 1° 41′ 14″ E / 42.0146920436837°N,1.68723584843533°E |           |                     | Modifica les dades a Wikidata |

## jaciment arqueològic
| imatge | Nom                                            | Ubicat a  | instància de         | Detalls | coordenades                                                         | Protecció                                  | Commons (més fotos)        | Dades a WD                    |
| ------ | ---------------------------------------------- | --------- | -------------------- | ------- | ------------------------------------------------------------------- | ------------------------------------------ | -------------------------- | ----------------------------- |
|        | Clot dels Morts                                | Montmajor | jaciment arqueològic |         | 41° 58′ 11″ N, 1° 43′ 20″ E / 41.969609°N,1.722244°E                |                                            |                            | Modifica les dades a Wikidata |
|        | Pla de la Fossa                                | Montmajor | jaciment arqueològic |         | 41° 56′ 42″ N, 1° 42′ 18″ E / 41.9450482791673°N,1.70495215437331°E |                                            |                            | Modifica les dades a Wikidata |
|        | jaciment arqueològic de la Bòfia de Sant Jaume | Montmajor | jaciment arqueològic |         | 42° 04′ 01″ N, 1° 41′ 03″ E / 42.066991944444°N,1.68408°E           | bé integrant del patrimoni cultural català | Cova de Bòfia de Boixadera | Modifica les dades a Wikidata |

## masia
| imatge | Nom                         | Ubicat a               | instància de       | Detalls                                  | coordenades                                                                                   | Protecció                                  | Commons (més fotos)     | Dades a WD                    |
| ------ | --------------------------- | ---------------------- | ------------------ | ---------------------------------------- | --------------------------------------------------------------------------------------------- | ------------------------------------------ | ----------------------- | ----------------------------- |
|        | Aubals                      | Montmajor              | masia              |                                          | 41° 59′ 52″ N, 1° 44′ 48″ E / 41.997862416243°N,1.7467892714141°E                             |                                            |                         | Modifica les dades a Wikidata |
|        | Ballarà                     | Montmajor              | masia              | Estil: arquitectura popular              | 41° 57′ 32″ N, 1° 39′ 05″ E / 41.95902°N,1.65139°E ca:Sorba 563 msnm                          | bé integrant del patrimoni cultural català | Ballarà (Montmajor)     | Modifica les dades a Wikidata |
|        | Barbelló                    | Montmajor              | masia              |                                          | 42° 00′ 56″ N, 1° 42′ 28″ E / 42.015442699545°N,1.7077970462415°E                             |                                            |                         | Modifica les dades a Wikidata |
|        | Boixedera dels Bancs        | Montmajor              | masia              |                                          | 42° 03′ 48″ N, 1° 41′ 22″ E / 42.0634583413443°N,1.68932570517029°E 1026 msnm                 |                                            | Boixedera dels Bancs    | Modifica les dades a Wikidata |
|        | Ca l'Agut                   | Montmajor              | masia              | Estil: arquitectura popular 1553         | 41° 58′ 39″ N, 1° 39′ 12″ E / 41.977397°N,1.653257°E                                          | bé integrant del patrimoni cultural català |                         | Modifica les dades a Wikidata |
|        | Ca l'Escuder                | Montmajor              | masia              |                                          | 41° 58′ 23″ N, 1° 44′ 29″ E / 41.9730857375988°N,1.74141292592393°E                           |                                            |                         | Modifica les dades a Wikidata |
|        | Ca la Guillema              | Montmajor              | masia              | Estat: ruïnós                            | 41° 56′ 57″ N, 1° 40′ 44″ E / 41.949296°N,1.678966°E 502 msnm                                 |                                            |                         | Modifica les dades a Wikidata |
|        | Ca n'Estruc                 | Montmajor              | masia              | Estil: arquitectura popular              | 41° 58′ 02″ N, 1° 40′ 08″ E / 41.96733°N,1.668766°E ca:Sorba 492 msnm                         | bé integrant del patrimoni cultural català | Ca n'Estruc (Montmajor) | Modifica les dades a Wikidata |
|        | Cabirols                    | Montmajor              | masia              |                                          | 42° 01′ 04″ N, 1° 44′ 43″ E / 42.017658922404°N,1.7451928390093°E                             |                                            |                         | Modifica les dades a Wikidata |
|        | Cal Balaguer                | Montmajor              | masia              |                                          | 41° 58′ 22″ N, 1° 44′ 10″ E / 41.97281111°N,1.73616944°E 670 msnm                             |                                            |                         | Modifica les dades a Wikidata |
|        | Cal Barraques               | Montmajor              | masia              |                                          | 41° 58′ 30″ N, 1° 43′ 19″ E / 41.9748704772253°N,1.72198183969995°E                           |                                            |                         | Modifica les dades a Wikidata |
|        | Cal Belluga                 | Montmajor              | masia              |                                          | 42° 01′ 04″ N, 1° 42′ 27″ E / 42.0178481443715°N,1.70741327196431°E                           |                                            |                         | Modifica les dades a Wikidata |
|        | Cal Bernat Joan             | Montmajor              | masia              |                                          | 41° 59′ 09″ N, 1° 43′ 25″ E / 41.9857°N,1.72364°E 689 msnm                                    |                                            |                         | Modifica les dades a Wikidata |
|        | Cal Bonveí                  | Montmajor              | masia              |                                          | 41° 59′ 31″ N, 1° 41′ 33″ E / 41.991853904532°N,1.6925797913141°E                             |                                            |                         | Modifica les dades a Wikidata |
|        | Cal Cabra                   | Montmajor              | masia              |                                          | 41° 57′ 19″ N, 1° 44′ 42″ E / 41.9552°N,1.74496°E 639 msnm                                    |                                            |                         | Modifica les dades a Wikidata |
|        | Cal Canoner                 | Montmajor              | masia              |                                          | 42° 00′ 30″ N, 1° 43′ 03″ E / 42.0082694351496°N,1.71741291420154°E                           |                                            |                         | Modifica les dades a Wikidata |
|        | Cal Catrà                   | Montmajor              | masia              |                                          | 41° 56′ 34″ N, 1° 42′ 37″ E / 41.9426764113328°N,1.71027193970573°E                           |                                            |                         | Modifica les dades a Wikidata |
|        | Cal Cavaller                | Montmajor              | masia              |                                          | 41° 58′ 04″ N, 1° 40′ 08″ E / 41.967900750647°N,1.66899640965244°E                            |                                            |                         | Modifica les dades a Wikidata |
|        | Cal Colau                   | Montmajor              | masia              |                                          | 42° 00′ 00″ N, 1° 38′ 58″ E / 41.9999342443154°N,1.64951709421577°E                           |                                            |                         | Modifica les dades a Wikidata |
|        | Cal Comes                   | Montmajor              | masia              |                                          | 41° 57′ 49″ N, 1° 42′ 11″ E / 41.96365833°N,1.70318333°E 579 msnm                             |                                            |                         | Modifica les dades a Wikidata |
|        | Cal Company                 | Montmajor              | masia              | 1575                                     | 41° 58′ 11″ N, 1° 41′ 59″ E / 41.969810456703°N,1.69967143907144°E ca:Gargallà (al nucli)     |                                            |                         | Modifica les dades a Wikidata |
|        | Cal Conill Gros             | Montmajor              | masia              |                                          | 42° 01′ 18″ N, 1° 44′ 04″ E / 42.0217802396775°N,1.73455862292862°E                           |                                            |                         | Modifica les dades a Wikidata |
|        | Cal Correu                  | Montmajor              | masia              |                                          | 42° 03′ 00″ N, 1° 44′ 17″ E / 42.0500189509973°N,1.73816715506193°E                           |                                            |                         | Modifica les dades a Wikidata |
|        | Cal Cotzet                  | Montmajor              | masia              |                                          | 42° 01′ 38″ N, 1° 42′ 53″ E / 42.027229602745°N,1.7148059937645°E                             |                                            |                         | Modifica les dades a Wikidata |
|        | Cal Fuster                  | Montmajor              | masia              |                                          | 41° 58′ 13″ N, 1° 41′ 56″ E / 41.9702246390543°N,1.69886647564202°E                           |                                            |                         | Modifica les dades a Wikidata |
|        | Cal Fèlix                   | Montmajor              | masia molí d'aigua | Estil: arquitectura popular              | 41° 59′ 00″ N, 1° 45′ 08″ E / 41.983333333333334°N,1.752222222222222°E                        | bé integrant del patrimoni cultural català | Cal Fèlix (Montmajor)   | Modifica les dades a Wikidata |
|        | Cal Gener                   | Montmajor              | masia              | Estil: arquitectura popular              | 41° 57′ 37″ N, 1° 43′ 12″ E / 41.9604°N,1.71995°E                                             | bé integrant del patrimoni cultural català |                         | Modifica les dades a Wikidata |
|        | Cal Gili                    | Montmajor              | masia              | Estil: arquitectura popular 1647         | 41° 58′ 03″ N, 1° 40′ 08″ E / 41.967605°N,1.66893°E ca:Sorba 495 msnm                         | bé integrant del patrimoni cultural català | Cal Gili (Montmajor)    | Modifica les dades a Wikidata |
|        | Cal Joandó                  | Montmajor              | masia              |                                          | 42° 00′ 32″ N, 1° 39′ 54″ E / 42.0089959721817°N,1.66502430835677°E                           |                                            |                         | Modifica les dades a Wikidata |
|        | Cal Jordana                 | Montmajor              | masia              |                                          | 41° 58′ 39″ N, 1° 39′ 06″ E / 41.9774537907664°N,1.65177861597757°E                           |                                            |                         | Modifica les dades a Wikidata |
|        | Cal Llagosta                | Montmajor              | masia              |                                          | 42° 00′ 53″ N, 1° 43′ 05″ E / 42.0147081465372°N,1.71814101720007°E                           |                                            |                         | Modifica les dades a Wikidata |
|        | Cal Llobet                  | Montmajor              | masia              |                                          | 41° 57′ 40″ N, 1° 42′ 03″ E / 41.9611491927298°N,1.70072847204618°E                           |                                            |                         | Modifica les dades a Wikidata |
|        | Cal Magí                    | Montmajor              | masia              |                                          | 41° 58′ 10″ N, 1° 38′ 56″ E / 41.9694764701717°N,1.6489176523838°E                            |                                            |                         | Modifica les dades a Wikidata |
|        | Cal Menge                   | Montmajor              | masia              |                                          | 41° 58′ 16″ N, 1° 42′ 12″ E / 41.9710410763623°N,1.70336363424174°E                           |                                            |                         | Modifica les dades a Wikidata |
|        | Cal Micó                    | Montmajor              | masia              |                                          | 42° 00′ 16″ N, 1° 39′ 35″ E / 42.0045657598606°N,1.65969515955965°E                           |                                            |                         | Modifica les dades a Wikidata |
|        | Cal Miquelet                | Montmajor              | masia              |                                          | 42° 01′ 10″ N, 1° 44′ 26″ E / 42.0193881746101°N,1.74062094222948°E                           |                                            |                         | Modifica les dades a Wikidata |
|        | Cal Miró                    | Montmajor              | masia              |                                          | 42° 00′ 08″ N, 1° 39′ 28″ E / 42.0022752613964°N,1.65790786888603°E                           |                                            |                         | Modifica les dades a Wikidata |
|        | Cal Moliner                 | Sorba                  | masia              |                                          | 41° 58′ 11″ N, 1° 40′ 10″ E / 41.9697177450775°N,1.66957408054643°E 504 msnm                  |                                            |                         | Modifica les dades a Wikidata |
|        | Cal Mort                    | Montmajor              | masia              |                                          | 42° 03′ 21″ N, 1° 40′ 31″ E / 42.0558678343117°N,1.6753665722938°E                            |                                            |                         | Modifica les dades a Wikidata |
|        | Cal Peirot Nou              | Montmajor              | masia              |                                          | 42° 01′ 09″ N, 1° 44′ 08″ E / 42.019125440967°N,1.73556543149001°E                            |                                            |                         | Modifica les dades a Wikidata |
|        | Cal Peirot Vell             | Montmajor              | masia              |                                          | 42° 01′ 10″ N, 1° 44′ 05″ E / 42.0193859920971°N,1.73469064724166°E                           |                                            |                         | Modifica les dades a Wikidata |
|        | Cal Perot                   | Montmajor              | masia              | Estat: ruïnós                            | 41° 59′ 53″ N, 1° 39′ 05″ E / 41.9980642345196°N,1.65133151773148°E 533 msnm                  |                                            |                         | Modifica les dades a Wikidata |
|        | Cal Planes                  | Montmajor              | masia              |                                          | 41° 58′ 14″ N, 1° 41′ 56″ E / 41.9704942235816°N,1.69881271330085°E                           |                                            |                         | Modifica les dades a Wikidata |
|        | Cal Planes d'Aguilar        | Montmajor              | masia              | Estil: arquitectura popular 17th century | 41° 57′ 09″ N, 1° 41′ 47″ E / 41.952395°N,1.69626°E ca:Gargallà (Aguilar)                     | bé integrant del patrimoni cultural català |                         | Modifica les dades a Wikidata |
|        | Cal Ponet                   | Montmajor              | masia              |                                          | 42° 01′ 13″ N, 1° 44′ 23″ E / 42.0203770643401°N,1.73963516492166°E                           |                                            |                         | Modifica les dades a Wikidata |
|        | Cal Ramon                   | Montmajor              | masia              |                                          | 41° 57′ 23″ N, 1° 44′ 25″ E / 41.956362702967°N,1.7403631388923°E                             |                                            |                         | Modifica les dades a Wikidata |
|        | Cal Rebotit                 | Montmajor              | masia              |                                          | 41° 58′ 04″ N, 1° 45′ 04″ E / 41.9677710808699°N,1.75123255941041°E 530 msnm                  |                                            | Cal Rebotit             | Modifica les dades a Wikidata |
|        | Cal Refugi                  | Montmajor              | masia              |                                          | 41° 56′ 47″ N, 1° 40′ 43″ E / 41.946297°N,1.678729°E 460 msnm                                 |                                            |                         | Modifica les dades a Wikidata |
|        | Cal Sabata de Dalt          | Montmajor              | masia              | Estil: arquitectura popular 1739         | 42° 00′ 22″ N, 1° 44′ 08″ E / 42.0062°N,1.7355°E ca:Montmajor                                 | bé integrant del patrimoni cultural català |                         | Modifica les dades a Wikidata |
|        | Cal Sabata del Pla          | Montmajor              | masia              |                                          | 42° 00′ 54″ N, 1° 44′ 05″ E / 42.0150286417095°N,1.73484949609294°E                           |                                            |                         | Modifica les dades a Wikidata |
|        | Cal Sastre                  | Montmajor              | masia              |                                          | 41° 58′ 00″ N, 1° 43′ 06″ E / 41.9667320101892°N,1.71824653482028°E                           |                                            |                         | Modifica les dades a Wikidata |
|        | Cal Serra                   | Montmajor              | masia              |                                          | 41° 58′ 00″ N, 1° 44′ 35″ E / 41.9665934342382°N,1.74318199941094°E                           |                                            |                         | Modifica les dades a Wikidata |
|        | Cal Tauler                  | Montmajor              | masia              | Estil: arquitectura popular              | 41° 58′ 10″ N, 1° 39′ 59″ E / 41.969446°N,1.666257°E 494 msnm                                 | bé integrant del patrimoni cultural català | Cal Tauler (Montmajor)  | Modifica les dades a Wikidata |
|        | Cal Titet                   | Montmajor              | masia              |                                          | 41° 57′ 57″ N, 1° 44′ 08″ E / 41.9657903935304°N,1.73566738498825°E                           |                                            |                         | Modifica les dades a Wikidata |
|        | Cal Titllot                 | Montmajor              | masia              |                                          | 42° 01′ 04″ N, 1° 43′ 24″ E / 42.0176483672563°N,1.72335993708039°E                           |                                            |                         | Modifica les dades a Wikidata |
|        | Cal Trull                   | Montmajor              | masia              |                                          | 41° 59′ 48″ N, 1° 41′ 04″ E / 41.9966291099439°N,1.6844317976807°E                            |                                            |                         | Modifica les dades a Wikidata |
|        | Cal Vescomte                | Montmajor              | masia              |                                          | 41° 57′ 54″ N, 1° 44′ 38″ E / 41.9649341955677°N,1.74381800432391°E                           |                                            |                         | Modifica les dades a Wikidata |
|        | Cal Vima                    | Montmajor              | masia              |                                          | 41° 58′ 13″ N, 1° 42′ 00″ E / 41.9701733657876°N,1.69990543227518°E ca:Gargallà. Al nucli.    |                                            |                         | Modifica les dades a Wikidata |
|        | Cal Xerec                   | Montmajor              | masia              |                                          | 41° 59′ 51″ N, 1° 39′ 45″ E / 41.997519437957°N,1.66249930873587°E                            |                                            |                         | Modifica les dades a Wikidata |
|        | Calabuig                    | Montmajor              | masia              |                                          | 41° 57′ 12″ N, 1° 43′ 20″ E / 41.953461393385°N,1.722322022485°E                              |                                            |                         | Modifica les dades a Wikidata |
|        | Can Barri                   | Montmajor              | masia              | 17th century                             | 42° 00′ 28″ N, 1° 43′ 54″ E / 42.0079061647734°N,1.73173015648633°E ca:Montmajor              |                                            |                         | Modifica les dades a Wikidata |
|        | Can Batlle                  | Montmajor              | masia              |                                          | 42° 00′ 24″ N, 1° 40′ 38″ E / 42.0067608723679°N,1.6773399145654°E                            |                                            |                         | Modifica les dades a Wikidata |
|        | Can Besora                  | Montmajor              | masia              | 1762                                     | 41° 59′ 49″ N, 1° 41′ 39″ E / 41.9970287636816°N,1.69419129099689°E ca:Sant Feliu de Lluelles |                                            |                         | Modifica les dades a Wikidata |
|        | Can Tany                    | Montmajor              | masia              |                                          | 42° 08′ 53″ N, 1° 43′ 58″ E / 42.1480004653793°N,1.73264049666821°E                           |                                            |                         | Modifica les dades a Wikidata |
|        | Capdevila                   | Montmajor              | masia              |                                          | 42° 01′ 14″ N, 1° 44′ 08″ E / 42.0206489205846°N,1.73569226301487°E                           |                                            |                         | Modifica les dades a Wikidata |
|        | Cartins                     | Montmajor              | masia              |                                          | 41° 58′ 04″ N, 1° 41′ 56″ E / 41.9678556640451°N,1.69884228018843°E                           |                                            |                         | Modifica les dades a Wikidata |
|        | Casa Gomira                 | Montmajor              | masia              |                                          | 42° 04′ 03″ N, 1° 41′ 28″ E / 42.06748903916°N,1.6910287031066°E 1048 msnm                    |                                            | Casa Gomira             | Modifica les dades a Wikidata |
|        | Casa Nova de Vila-riquer    | Montmajor              | masia              |                                          | 42° 00′ 34″ N, 1° 44′ 42″ E / 42.0094290445651°N,1.74491126185994°E                           |                                            |                         | Modifica les dades a Wikidata |
|        | Casamira                    | Montmajor              | masia              |                                          | 42° 00′ 25″ N, 1° 44′ 18″ E / 42.0069511146546°N,1.73823379404545°E ca:Montmajor              |                                            |                         | Modifica les dades a Wikidata |
|        | Casanova                    | Montmajor              | masia              |                                          | 41° 57′ 41″ N, 1° 44′ 19″ E / 41.9613728157968°N,1.73854223479728°E                           |                                            |                         | Modifica les dades a Wikidata |
|        | Caseta de l'Agut            | Montmajor              | masia              |                                          | 41° 58′ 15″ N, 1° 38′ 48″ E / 41.9708472484768°N,1.64677663041253°E                           |                                            |                         | Modifica les dades a Wikidata |
|        | Claranes                    | Montmajor              | masia              |                                          | 41° 56′ 46″ N, 1° 42′ 20″ E / 41.946068698445°N,1.7055799271587°E                             |                                            |                         | Modifica les dades a Wikidata |
|        | Comaposada                  | Montmajor              | masia              |                                          | 42° 02′ 38″ N, 1° 41′ 59″ E / 42.0439602256971°N,1.69967066552463°E                           |                                            |                         | Modifica les dades a Wikidata |
|        | Comelles                    | Montmajor              | masia              |                                          | 42° 01′ 22″ N, 1° 42′ 58″ E / 42.022740982526°N,1.716104266124°E                              |                                            |                         | Modifica les dades a Wikidata |
|        | Corral del Vime             | Montmajor              | masia              |                                          | 41° 58′ 33″ N, 1° 42′ 51″ E / 41.9757477067797°N,1.7142396149272°E                            |                                            |                         | Modifica les dades a Wikidata |
|        | Figolets                    | Montmajor              | masia              |                                          | 41° 58′ 11″ N, 1° 42′ 44″ E / 41.9698433273785°N,1.712173940787°E                             |                                            |                         | Modifica les dades a Wikidata |
|        | Forn                        | Montmajor              | masia              |                                          | 41° 58′ 04″ N, 1° 42′ 14″ E / 41.9676776530147°N,1.70380596861579°E                           |                                            |                         | Modifica les dades a Wikidata |
|        | Fígols                      | Montmajor              | masia              | Estil: arquitectura popular              | 41° 58′ 02″ N, 1° 42′ 55″ E / 41.967214°N,1.715146°E ca:Gargallà                              | bé integrant del patrimoni cultural català | Fígols (Montmajor)      | Modifica les dades a Wikidata |
|        | Gasola                      | Montmajor              | masia              |                                          | 41° 57′ 45″ N, 1° 39′ 53″ E / 41.9625808399784°N,1.66459397974958°E                           |                                            |                         | Modifica les dades a Wikidata |
|        | Llobet                      | Montmajor              | masia              |                                          | 41° 58′ 12″ N, 1° 41′ 55″ E / 41.9698891514704°N,1.6986681360531°E                            |                                            |                         | Modifica les dades a Wikidata |
|        | Manyaques                   | Montmajor              | masia              |                                          | 42° 03′ 04″ N, 1° 42′ 09″ E / 42.0510612622182°N,1.70241391260946°E                           |                                            |                         | Modifica les dades a Wikidata |
|        | Mas d'Oller                 | Montmajor              | masia              |                                          | 41° 57′ 33″ N, 1° 41′ 22″ E / 41.9590749189895°N,1.68939175609614°E                           |                                            |                         | Modifica les dades a Wikidata |
|        | Palou                       | Montmajor              | masia              |                                          | 41° 57′ 28″ N, 1° 42′ 24″ E / 41.957787957656°N,1.7065493850613°E                             |                                            |                         | Modifica les dades a Wikidata |
|        | Penina                      | Montmajor              | masia              |                                          | 42° 00′ 12″ N, 1° 39′ 24″ E / 42.003215723665°N,1.6566926784021°E                             |                                            | Penina                  | Modifica les dades a Wikidata |
|        | Santpare Nou                | Montmajor              | masia              |                                          | 41° 59′ 46″ N, 1° 40′ 41″ E / 41.996190099173°N,1.6780027666786°E                             |                                            |                         | Modifica les dades a Wikidata |
|        | Santpare Vell               | Sant Feliu de Lluelles | masia              |                                          | 41° 59′ 27″ N, 1° 40′ 00″ E / 41.9906955586492°N,1.66662615911776°E 567 msnm                  |                                            |                         | Modifica les dades a Wikidata |
|        | Serrabadal                  | Montmajor              | masia              |                                          | 41° 59′ 19″ N, 1° 41′ 50″ E / 41.9887400272129°N,1.69711320374838°E                           |                                            |                         | Modifica les dades a Wikidata |
|        | Seuva                       | Montmajor              | masia              |                                          | 41° 59′ 06″ N, 1° 43′ 57″ E / 41.985097196243°N,1.7325539078962°E                             |                                            |                         | Modifica les dades a Wikidata |
|        | Seuvota                     | Montmajor              | masia              |                                          | 41° 59′ 11″ N, 1° 44′ 04″ E / 41.9864391510905°N,1.73457075169392°E                           |                                            |                         | Modifica les dades a Wikidata |
|        | Soldevila                   | Montmajor              | masia              | Estil: arquitectura popular              | 41° 57′ 57″ N, 1° 39′ 39″ E / 41.965791°N,1.660922°E 542 msnm                                 | bé integrant del patrimoni cultural català | Soldevila (Montmajor)   | Modifica les dades a Wikidata |
|        | Sunyer d'Aguilar            | Montmajor              | masia              | Estil: arquitectura popular              | 41° 57′ 02″ N, 1° 41′ 45″ E / 41.950441°N,1.69581°E                                           | bé integrant del patrimoni cultural català |                         | Modifica les dades a Wikidata |
|        | Torrebadella                | Montmajor              | masia              |                                          | 41° 57′ 05″ N, 1° 42′ 24″ E / 41.951484910195°N,1.7066768438727°E                             |                                            |                         | Modifica les dades a Wikidata |
|        | Torrebadella                | Montmajor              | masia              |                                          | 41° 57′ 58″ N, 1° 44′ 35″ E / 41.96611111111111°N,1.7430555555555556°E                        |                                            |                         | Modifica les dades a Wikidata |
|        | Torredana                   | Montmajor              | masia              |                                          | 42° 01′ 26″ N, 1° 41′ 10″ E / 42.0237653262425°N,1.6859983242634°E                            |                                            |                         | Modifica les dades a Wikidata |
|        | Valielles de Busa           | Valielles              | masia              |                                          | 42° 06′ 38″ N, 1° 40′ 19″ E / 42.1105°N,1.6720011111111113°E 1017 msnm                        |                                            | Valielles de Busa       | Modifica les dades a Wikidata |
|        | Vila-seca                   | Montmajor              | masia              |                                          | 41° 59′ 53″ N, 1° 45′ 10″ E / 41.997928159695°N,1.7528249374152°E                             |                                            |                         | Modifica les dades a Wikidata |
|        | Vilaborrell                 | Montmajor              | masia              |                                          | 41° 58′ 47″ N, 1° 44′ 11″ E / 41.979734471321°N,1.7362814151258°E                             |                                            |                         | Modifica les dades a Wikidata |
|        | Vilafreda                   | Montmajor              | masia              |                                          | 42° 03′ 25″ N, 1° 42′ 08″ E / 42.05680758875°N,1.7021246500556°E                              |                                            |                         | Modifica les dades a Wikidata |
|        | Vilamala                    | Montmajor              | masia              |                                          | 42° 06′ 30″ N, 1° 39′ 54″ E / 42.108427°N,1.664935°E 1064 msnm                                |                                            | Vilamala                | Modifica les dades a Wikidata |
|        | Vilelles                    | Montmajor              | masia              |                                          | 41° 58′ 10″ N, 1° 41′ 58″ E / 41.9695751123361°N,1.6995676083424°E                            |                                            |                         | Modifica les dades a Wikidata |
|        | cal Bisbe                   | Montmajor              | masia              | Estil: arquitectura popular 17th century | 42° 00′ 38″ N, 1° 43′ 03″ E / 42.010531°N,1.717616°E ca:Carretera B-420, km 12,3 701 msnm     | bé integrant del patrimoni cultural català | Cal Bisbe (Montmajor)   | Modifica les dades a Wikidata |
|        | el Boix                     | Montmajor              | masia              |                                          | 41° 58′ 25″ N, 1° 43′ 46″ E / 41.9735212836461°N,1.72944356782424°E                           |                                            |                         | Modifica les dades a Wikidata |
|        | el Casó                     | Montmajor              | masia              |                                          | 41° 58′ 05″ N, 1° 39′ 20″ E / 41.968010859551°N,1.6556560348469°E                             |                                            |                         | Modifica les dades a Wikidata |
|        | el Corral                   | Montmajor              | masia              |                                          | 42° 01′ 06″ N, 1° 43′ 56″ E / 42.0183961335672°N,1.73231885041752°E                           |                                            |                         | Modifica les dades a Wikidata |
|        | el Peirot                   | Montmajor              | masia              |                                          | 41° 57′ 26″ N, 1° 44′ 17″ E / 41.957236648788°N,1.7379326822483°E                             |                                            |                         | Modifica les dades a Wikidata |
|        | el Pujol de Planès          | Montmajor              | masia              | Estil: arquitectura popular              | 41° 57′ 59″ N, 1° 44′ 53″ E / 41.966355°N,1.74816°E                                           | bé integrant del patrimoni cultural català | Mas Pujol de Planès     | Modifica les dades a Wikidata |
|        | el Quer                     | Montmajor              | masia              |                                          | 41° 59′ 55″ N, 1° 40′ 05″ E / 41.9985581476954°N,1.6681765314125°E                            |                                            |                         | Modifica les dades a Wikidata |
|        | el Querol                   | Montmajor              | masia              |                                          | 41° 59′ 32″ N, 1° 45′ 03″ E / 41.992238°N,1.750959°E                                          |                                            | Querol (Montmajor)      | Modifica les dades a Wikidata |
|        | el Querol de Sorba          | Montmajor              | masia              |                                          | 41° 59′ 07″ N, 1° 39′ 45″ E / 41.98520331949°N,1.6625372182346°E                              |                                            |                         | Modifica les dades a Wikidata |
|        | el Rebató                   | Montmajor              | masia              |                                          | 41° 57′ 26″ N, 1° 41′ 45″ E / 41.9571926905261°N,1.69572893802822°E                           |                                            |                         | Modifica les dades a Wikidata |
|        | el Soler de Preixana        | Montmajor              | masia              |                                          | 42° 00′ 30″ N, 1° 39′ 26″ E / 42.0083930223068°N,1.6573445291231°E 655 msnm                   |                                            |                         | Modifica les dades a Wikidata |
|        | el Solà                     | Montmajor              | masia              |                                          | 42° 01′ 08″ N, 1° 44′ 16″ E / 42.0189882166634°N,1.7378267374593°E                            |                                            |                         | Modifica les dades a Wikidata |
|        | el Sunyer                   | Montmajor              | masia              |                                          | 41° 57′ 02″ N, 1° 41′ 43″ E / 41.9505149460848°N,1.69538249519272°E                           |                                            |                         | Modifica les dades a Wikidata |
|        | els Plans                   | Montmajor              | masia              |                                          | 41° 59′ 40″ N, 1° 39′ 15″ E / 41.9945318752367°N,1.65424334206376°E                           |                                            |                         | Modifica les dades a Wikidata |
|        | els Torrents de Tentellatge | Montmajor              | masia              |                                          | 42° 03′ 05″ N, 1° 41′ 04″ E / 42.0515240009315°N,1.68451995163813°E 870 msnm                  |                                            |                         | Modifica les dades a Wikidata |
|        | l'Estudi                    | Montmajor              | masia              |                                          | 41° 59′ 09″ N, 1° 44′ 01″ E / 41.985779779957°N,1.73358185820229°E                            |                                            |                         | Modifica les dades a Wikidata |
|        | l'Hostal Vell               | Montmajor              | masia              |                                          | 41° 57′ 21″ N, 1° 42′ 04″ E / 41.9557956622142°N,1.70119921180527°E                           |                                            |                         | Modifica les dades a Wikidata |
|        | l'Hostalet                  | Montmajor              | masia              |                                          | 41° 58′ 35″ N, 1° 39′ 36″ E / 41.9764154864527°N,1.66002012992082°E                           |                                            |                         | Modifica les dades a Wikidata |
|        | la Baladrosa                | Montmajor              | masia              |                                          | 41° 58′ 52″ N, 1° 42′ 49″ E / 41.9810817892683°N,1.71363739067381°E                           |                                            |                         | Modifica les dades a Wikidata |
|        | la Barraca                  | Montmajor              | masia              |                                          | 41° 58′ 54″ N, 1° 41′ 33″ E / 41.981598433685°N,1.69240631912854°E                            |                                            |                         | Modifica les dades a Wikidata |
|        | la Cabana                   | Montmajor              | masia              |                                          | 41° 57′ 48″ N, 1° 40′ 56″ E / 41.963413458235°N,1.68208648407769°E                            |                                            |                         | Modifica les dades a Wikidata |
|        | la Clau Vella               | Montmajor              | masia              |                                          | 41° 59′ 42″ N, 1° 41′ 13″ E / 41.9949374861463°N,1.68692962102092°E                           |                                            |                         | Modifica les dades a Wikidata |
|        | la Codina                   | Montmajor              | masia              |                                          | 41° 59′ 58″ N, 1° 40′ 58″ E / 41.9995539904231°N,1.68266906795676°E                           |                                            |                         | Modifica les dades a Wikidata |
|        | la Figuera                  | Montmajor              | masia              |                                          | 42° 00′ 21″ N, 1° 44′ 25″ E / 42.0058300911388°N,1.74030878625685°E ca:Montmajor              |                                            |                         | Modifica les dades a Wikidata |
|        | la Llena                    | Montmajor              | masia              | Estil: arquitectura popular              | 42° 00′ 18″ N, 1° 44′ 36″ E / 42.005°N,1.74342°E ca:Montmajor                                 | bé integrant del patrimoni cultural català |                         | Modifica les dades a Wikidata |
|        | la Maçana                   | Montmajor              | masia              |                                          | 42° 02′ 53″ N, 1° 43′ 00″ E / 42.0479423791052°N,1.71659089842027°E                           |                                            |                         | Modifica les dades a Wikidata |
|        | la Pineda                   | Montmajor              | masia              |                                          | 42° 03′ 03″ N, 1° 41′ 53″ E / 42.0507250981087°N,1.6981792709999°E                            |                                            |                         | Modifica les dades a Wikidata |
|        | la Roca                     | Montmajor              | masia              |                                          | 42° 01′ 11″ N, 1° 44′ 02″ E / 42.0197549893095°N,1.73384993858517°E                           |                                            |                         | Modifica les dades a Wikidata |
|        | la Roqueta                  | Montmajor              | masia              |                                          | 41° 57′ 37″ N, 1° 41′ 55″ E / 41.9602873206767°N,1.69858600996722°E                           |                                            |                         | Modifica les dades a Wikidata |
|        | la Serra de la Canya        | Montmajor              | masia              |                                          | 42° 01′ 31″ N, 1° 41′ 27″ E / 42.0251902817669°N,1.6908972735878°E 911 msnm                   |                                            |                         | Modifica les dades a Wikidata |
|        | la Torre                    | Montmajor              | masia              |                                          | 42° 08′ 47″ N, 1° 44′ 28″ E / 42.1463029398362°N,1.74124270992608°E                           |                                            |                         | Modifica les dades a Wikidata |
|        | la Tortra                   | Montmajor              | masia              |                                          | 42° 01′ 05″ N, 1° 43′ 02″ E / 42.018101°N,1.717146°E 761 msnm                                 |                                            |                         | Modifica les dades a Wikidata |
|        | la Vileta                   | Montmajor              | masia              |                                          | 41° 57′ 36″ N, 1° 45′ 14″ E / 41.9598640019593°N,1.75377620748295°E                           |                                            |                         | Modifica les dades a Wikidata |
|        | les Barraques               | Montmajor              | masia              |                                          | 41° 58′ 33″ N, 1° 43′ 40″ E / 41.9759333812657°N,1.72766962854657°E                           |                                            |                         | Modifica les dades a Wikidata |
|        | les Canals de Catllarí      | Catllarí               | masia              |                                          | 42° 08′ 57″ N, 1° 43′ 33″ E / 42.149245°N,1.725743°E 1300 msnm                                |                                            | Les Canals de Catllarí  | Modifica les dades a Wikidata |
|        | les Cots                    | Montmajor              | masia              |                                          | 42° 01′ 38″ N, 1° 42′ 47″ E / 42.0272948665888°N,1.7129355277785°E                            |                                            |                         | Modifica les dades a Wikidata |

## molí d'aigua
| imatge | Nom           | Ubicat a  | instància de | Detalls                                         | coordenades                                                                  | Protecció                                  | Commons (més fotos) | Dades a WD                    |
| ------ | ------------- | --------- | ------------ | ----------------------------------------------- | ---------------------------------------------------------------------------- | ------------------------------------------ | ------------------- | ----------------------------- |
|        | Molí de Navel | Montmajor | molí d'aigua | Estil: arquitectura gòtica arquitectura popular | 41° 56′ 27″ N, 1° 44′ 14″ E / 41.94091°N,1.737327°E 450 msnm                 | bé integrant del patrimoni cultural català | Molí de Navel       | Modifica les dades a Wikidata |
|        | Molí de Sorba | Montmajor | molí d'aigua | Estil: arquitectura popular 1553                | 41° 58′ 16″ N, 1° 39′ 55″ E / 41.9710088134403°N,1.66519033839089°E ca:Sorba | bé integrant del patrimoni cultural català |                     | Modifica les dades a Wikidata |

## muntanya
| imatge | Nom                  | Ubicat a                    | instància de | Detalls | coordenades                                                             | Protecció | Commons (més fotos)            | Dades a WD                    |
| ------ | -------------------- | --------------------------- | ------------ | ------- | ----------------------------------------------------------------------- | --------- | ------------------------------ | ----------------------------- |
|        | Serrat Blanc         | Montmajor                   | muntanya     |         | 42° 02′ 59″ N, 1° 42′ 36″ E / 42.04986111°N,1.71002778°E 1023.9 msnm    |           |                                | Modifica les dades a Wikidata |
|        | Serrat de Torrielles | Navès l'Espunyola Montmajor | muntanya     |         | 42° 02′ 11″ N, 1° 41′ 50″ E / 42.0365°N,1.69736°E 949 msnm              |           |                                | Modifica les dades a Wikidata |
|        | Serrat de la Cinta   | Montmajor                   | muntanya     |         | 42° 01′ 20″ N, 1° 41′ 42″ E / 42.0223°N,1.695°E 904.1 msnm              |           |                                | Modifica les dades a Wikidata |
|        | Serrat de la Pineda  | Montmajor                   | muntanya     |         | 42° 02′ 55″ N, 1° 41′ 43″ E / 42.0486°N,1.69525°E 1099.5 msnm           |           |                                | Modifica les dades a Wikidata |
|        | Serrat del Batlle    | Montmajor                   | muntanya     |         | 42° 00′ 53″ N, 1° 40′ 34″ E / 42.0148°N,1.67603°E 833.9 msnm            |           |                                | Modifica les dades a Wikidata |
|        | Torre de Montmajor   | Montmajor                   | muntanya     |         | 42° 00′ 45″ N, 1° 43′ 44″ E / 42.01238889°N,1.72883333°E 902.1 msnm     |           |                                | Modifica les dades a Wikidata |
|        | Tossal Gran          | Montmajor Guixers           | muntanya     |         | 42° 06′ 52″ N, 1° 40′ 11″ E / 42.1145°N,1.66986°E 1307 msnm             |           | Tossal Gran (Guixers)          | Modifica les dades a Wikidata |
|        | Tossal de les Viudes | Guixers Montmajor           | muntanya     |         | 42° 06′ 53″ N, 1° 39′ 33″ E / 42.1147525661°N,1.65922632604°E 1379 msnm |           | Tossal de les Viudes (Guixers) | Modifica les dades a Wikidata |
|        | el Remei             | Cardona Montmajor           | muntanya     |         | 41° 56′ 15″ N, 1° 41′ 13″ E / 41.9376°N,1.68705°E 675 msnm              |           |                                | Modifica les dades a Wikidata |

## pont
| imatge | Nom             | Ubicat a  | instància de | Detalls                                  | coordenades                                                                                      | Protecció                                  | Commons (més fotos)      | Dades a WD                    |
| ------ | --------------- | --------- | ------------ | ---------------------------------------- | ------------------------------------------------------------------------------------------------ | ------------------------------------------ | ------------------------ | ----------------------------- |
|        | Pont del Farell | Montmajor | pont         | 1793 Estat: bon estat                    | 41° 57′ 53″ N, 1° 43′ 40″ E / 41.96476°N,1.72766°E ca:Gargallà                                   |                                            |                          | Modifica les dades a Wikidata |
|        | pont del Tec    | Montmajor | pont         | Estil: arquitectura popular 11st century | 42° 08′ 58″ N, 1° 43′ 45″ E / 42.149391°N,1.729109°E ca:Gorges del riu Tec, a Catllarí 1195 msnm | bé integrant del patrimoni cultural català | Pont del Tec (Montmajor) | Modifica les dades a Wikidata |

## serra
| imatge | Nom                    | Ubicat a                    | instància de | Detalls    | coordenades                                                                           | Protecció | Commons (més fotos) | Dades a WD                    |
| ------ | ---------------------- | --------------------------- | ------------ | ---------- | ------------------------------------------------------------------------------------- | --------- | ------------------- | ----------------------------- |
|        | Serra de Cal Jardí     | Castellar del Riu Montmajor | serra        |            | 42° 08′ 16″ N, 1° 44′ 25″ E / 42.13788889°N,1.74025°E 1847 msnm                       |           | Serra de Cal Jardí  | Modifica les dades a Wikidata |
|        | Serra de Valielles     | Guixers Montmajor           | serra        |            | 42° 06′ 51″ N, 1° 40′ 55″ E / 42.11420556°N,1.68204167°E Serra dels Bastets 1300 msnm |           | Serra de Valielles  | Modifica les dades a Wikidata |
|        | Serra de la Canya      | Montmajor Navès             | serra        |            | 42° 01′ 35″ N, 1° 41′ 37″ E / 42.02635556°N,1.69351389°E 896 msnm                     |           |                     | Modifica les dades a Wikidata |
|        | Serra dels Bastets     | Guixers Montmajor           | serra        | Llarg: 6km | 42° 06′ 53″ N, 1° 39′ 33″ E / 42.1147°N,1.65924°E Vall de Lord 1378 msnm              |           | Serra dels Bastets  | Modifica les dades a Wikidata |
|        | Serrat de Bonavista    | l'Espunyola Montmajor Navès | serra        |            | 42° 03′ 28″ N, 1° 40′ 29″ E / 42.0577°N,1.67486°E 1135 msnm                           |           |                     | Modifica les dades a Wikidata |
|        | carena de Ca l'Escuder | Montmajor                   | serra        |            | 41° 58′ 55″ N, 1° 44′ 44″ E / 41.9819°N,1.74547°E 813.9 msnm                          |           |                     | Modifica les dades a Wikidata |
|        | les Guineus            | Montmajor                   | serra        |            | 42° 00′ 37″ N, 1° 42′ 44″ E / 42.0102°N,1.71228°E 831.1 msnm                          |           |                     | Modifica les dades a Wikidata |
|        | serra de Barbelló      | l'Espunyola Montmajor       | serra        |            | 42° 01′ 11″ N, 1° 42′ 44″ E / 42.0196°N,1.71214°E 887.1 msnm                          |           |                     | Modifica les dades a Wikidata |
|        | serra de Camp-de-vidre | Fígols Montmajor            | serra        |            | 42° 09′ 36″ N, 1° 44′ 33″ E / 42.16°N,1.7425°E 1748.6 msnm                            |           |                     | Modifica les dades a Wikidata |
|        | serra de la Cresta     | Montmajor                   | serra        |            | 41° 57′ 43″ N, 1° 41′ 44″ E / 41.96197222°N,1.69555556°E 596.1 msnm                   |           |                     | Modifica les dades a Wikidata |
|        | serra de la Pedrera    | l'Espunyola Montmajor       | serra        |            | 42° 02′ 42″ N, 1° 43′ 10″ E / 42.0451°N,1.71953°E 851.3 msnm                          |           |                     | Modifica les dades a Wikidata |
|        | serrat de Navel        | Montmajor Viver i Serrateix | serra        |            | 41° 56′ 39″ N, 1° 43′ 34″ E / 41.9442°N,1.72604°E                                     |           |                     | Modifica les dades a Wikidata |
|        | serrat de Puignou      | Montmajor                   | serra        |            | 41° 56′ 50″ N, 1° 42′ 16″ E / 41.94727778°N,1.70458333°E 692.4 msnm                   |           |                     | Modifica les dades a Wikidata |

## Misc
| imatge | Nom                               | Ubicat a                                       | instància de        | Detalls                                           | coordenades                                                                                 | Protecció                                  | Commons (més fotos)             | Dades a WD                    |
| ------ | --------------------------------- | ---------------------------------------------- | ------------------- | ------------------------------------------------- | ------------------------------------------------------------------------------------------- | ------------------------------------------ | ------------------------------- | ----------------------------- |
|        | Aguilar                           | Montmajor                                      | vilatge             |                                                   |                                                                                             |                                            |                                 | Modifica les dades a Wikidata |
|        | Balma del Cavaller                | Montmajor                                      | abric rocós         |                                                   | 42° 09′ 11″ N, 1° 43′ 32″ E / 42.1530740620812°N,1.7256039755552°E                          |                                            |                                 | Modifica les dades a Wikidata |
|        | Bòfies de Boixedera               | Montmajor                                      | avenc               |                                                   | 42° 03′ 58″ N, 1° 41′ 02″ E / 42.0661333762637°N,1.68383156186434°E                         |                                            | Cova de Bòfia de Boixadera      | Modifica les dades a Wikidata |
|        | Cingles de Travil                 | Navès Capolat Montmajor                        | indret              |                                                   | 42° 04′ 13″ N, 1° 41′ 49″ E / 42.07016111°N,1.69681389°E Muntanya de Taravil 1200 1350 msnm |                                            | Cingles de Taravil              | Modifica les dades a Wikidata |
|        | Coll de Vera                      | Montmajor                                      | collada             |                                                   | 42° 06′ 47″ N, 1° 39′ 01″ E / 42.113036°N,1.650303°E 1238 msnm                              |                                            | Coll de Vera                    | Modifica les dades a Wikidata |
|        | El Grauet                         | Montmajor Guixers                              | grau                |                                                   | 42° 06′ 50″ N, 1° 39′ 53″ E / 42.113852°N,1.664828°E 1172 msnm                              |                                            | El Grauet de Valielles          | Modifica les dades a Wikidata |
|        | Granges de Mont-rònec             | Montmajor                                      | granja              |                                                   | 41° 59′ 19″ N, 1° 43′ 11″ E / 41.9887234666618°N,1.71965246201813°E                         |                                            |                                 | Modifica les dades a Wikidata |
|        | Rasos de Peguera                  | Berga Cercs Fígols Montmajor Castellar del Riu | serralada           |                                                   | 42° 08′ 32″ N, 1° 45′ 45″ E / 42.14222222°N,1.7625°E 2081 msnm                              |                                            | Rasos de Peguera                | Modifica les dades a Wikidata |
|        | Sabata                            | Montmajor                                      | vèrtex geodèsic     | Alt: 1.2m                                         | 42° 00′ 45″ N, 1° 43′ 44″ E / 42.012434°N,1.728919°E 916.75 msnm                            |                                            |                                 | Modifica les dades a Wikidata |
|        | Sant Esteve del Pujol de Planès   | Montmajor                                      | església parroquial | Estil: arquitectura romànica arquitectura barroca | 41° 57′ 59″ N, 1° 44′ 54″ E / 41.966379°N,1.74832°E ca:El Pujol de Planès                   | bé integrant del patrimoni cultural català | Sant Esteve del Pujol de Planès | Modifica les dades a Wikidata |
|        | casa consistorial de Montmajor    | Montmajor                                      | casa consistorial   |                                                   | 42° 01′ 04″ N, 1° 44′ 07″ E / 42.01770866633631°N,1.7353780026059635°E                      |                                            |                                 | Modifica les dades a Wikidata |
|        | cova del Cabrer                   | Montmajor                                      | cova                |                                                   | 41° 55′ 08″ N, 1° 43′ 36″ E / 41.9189741077823°N,1.72666741073111°E                         |                                            |                                 | Modifica les dades a Wikidata |
|        | creu de terme del Pujol de Planès | Montmajor                                      | creu de terme       |                                                   | 41° 57′ 59″ N, 1° 44′ 52″ E / 41.966296439381125°N,1.7477297470901094°E                     |                                            |                                 | Modifica les dades a Wikidata |
|        | la Torreta                        | Montmajor                                      | nucli de població   |                                                   | 41° 59′ 47″ N, 1° 41′ 42″ E / 41.996383501808°N,1.6949017869201°E                           |                                            |                                 | Modifica les dades a Wikidata |
|        | martyrium de Sant Eudald          | Sorba Montmajor                                | martyrium capella   | Estil: art paleocristià                           | 41° 58′ 07″ N, 1° 39′ 56″ E / 41.968502°N,1.665478°E 491 msnm                               | bé integrant del patrimoni cultural català | Martyrium de Sant Eudald        | Modifica les dades a Wikidata |
|        | pantà de Serrateix                | Viver i Serrateix Montmajor                    | embassament         | Superfície: 1.63ha                                | 41° 57′ 49″ N, 1° 45′ 20″ E / 41.963675°N,1.755558°E riera de Navel                         |                                            | Pantà de Serrateix              | Modifica les dades a Wikidata |